# Max Ferner
Max Ferner, auch als Max Sommer geführt (* 18. April 1881; † 5. Oktober 1940 in München), war ein deutscher Theaterschauspieler, Schriftsteller und Drehbuchautor.

## Leben und Wirken
Ferner hatte seit der Jahrhundertwende auf heimischen Bühnen gestanden und an bekannten Münchner Institutionen wie dem Volkstheater und dem Schauspielhaus Theater gespielt. Später wirkte er gelegentlich auch als Oberspielleiter (Regisseur). Weitaus größere Bedeutung besitzen seine Kontributionen als Schriftsteller. In Zusammenarbeit mit den Münchner Kollegen Max Neal und Christian Flüggen verfasste Ferner eine Reihe von beliebten Lustspielen und Schwänken, die in späteren Jahren auch mehrfach verfilmt wurden, darunter Der müde Theodor und Die drei Dorfheiligen.
Ab 1924 wurde Max Ferner die verbleibenden fünf Stummfilmjahre von seinem Münchner Arbeitgeber Emelka auch als Dramaturg und Drehbuchautor verpflichtet. Sein Spezialgebiet war zunächst das der schwülstigen Romanzen, gefühligen Liebesgeschichten, aber auch Lustspielhaftes und zwei Stuart-Webbs-Krimis. Selbst zu Alfred Hitchcocks Liebesdrama Der Bergadler, das der Brite in den Emelka-Studios inszenierte, verfasste Max Ferner das Drehbuch. In späteren Jahren war Ferner vor allem an der Entstehung historischer bzw. historisierender Filmstoffe beteiligt, darunter Rolf Raffés Das Schicksal derer von Habsburg und Karl Grunes Inszenierungen Marquis d’Eon, der Spion der Pompadour und Waterloo (allesamt 1928). Beim Tonfilm fand Ferner hingegen fast keine Verwendung mehr.
Max Ferner war verheiratet mit der Volksschauspielerin Elise Aulinger (1881–1965). Ihr Sohn war der Schauspieler Fritz Aulinger (1912–1942). Ferner starb 1940 im Alter von 59 Jahren. Die Grabstätte der Eheleute befindet sich auf dem Münchner Waldfriedhof (Grabnr. 051-W-65).

## Filmografie
- 1924: Aus der Jugendzeit klingt ein Lied
- 1925: Der Schuß im Pavillon
- 1925: Das Geheimnis einer Stunde
- 1925: Marccos erste Liebe
- 1925: Der siebente Junge
- 1926: Der Bergadler
- 1926: Heimliche Sünder
- 1926: Ich hab’ mein Herz in Heidelberg verloren
- 1927: Valencia
- 1927: Mein Heidelberg, ich kann dich nie vergessen
- 1928: Wenn die Schwalben heimwärts ziehn
- 1928: Herzen ohne Ziel
- 1928: Hinter Klostermauern
- 1928: Marquis d’Eon, der Spion der Pompadour
- 1928: Das Schicksal derer von Habsburg
- 1929: Waterloo
- 1929: In einer kleinen Konditorei
- 1937: Die Hosenknöpf (Kurzfilm)

## Werke (Auswahl)
- unbek.: Der Himmelsschäffler (mit Phillip Weichand)
- 1913: Der müde Theodor (zusammen mit Max Neal)
- 1920: Die drei Dorfheiligen (zusammen mit Max Neal)
- 1920: Der siebte Bua (zusammen mit Max Neal)
- 1927: Das blonde Wunder (Schwankoperette, zusammen mit Max Neal)
- 1930: Der Hunderter im Westentaschl (zusammen mit Max Neal)